# Hagnesta Hill
Hagnesta Hill is een album uit 1999 van de Zweedse band Kent. Op 28 april 2002 kwam ook een Engelse versie van het album uit. De naam Hagnesta Hill komt van de plaats Hagnestahill in Eskilstuna, waar de eerste repetitielokalen van de band lagen.

## Nummers
1. Kungen är död
2. Revolt III
3. Musik non stop
4. Kevlarsjäl
5. Ett tidsfördriv Att Dö För
6. Stoppa mig Juni (Lilla Ego)
7. En himmelsk drog
8. Stanna hos mig
9. Cowboys
10. Beskyddaren
11. Berg&dalvana
12. Insekter
13. Visslaren

### Engelse versie
1. The King Is Dead
2. Revolt III
3. Music Non Stop
4. Kevlar Soul
5. Stop Me June (Little Ego)
6. Heavenly Junkies
7. Stay With Me
8. Quiet Heart
9. Just Like Money
10. Rollercoaster
11. Protection
12. Cowboys
13. Whistle Song

De Engelse versie bevat de nummers 'Quiet Heart' en 'Just Like Money' die niet op de Zweedse CD te vinden zijn. De tracks Ett tidsfördriv Att Dö För' en 'Insekter' komen niet op de Engelstalige versie voor. Op de Japanse versie komt 'A Timekill To Die For' (Ett tidsfördriv Att Dö För) wel voor. 